# Verdwaalde wimperzwam
De verdwaalde wimperzwam (Scutellinia mirabilis) is een schimmel uit de familie Pyronemataceae. Hij leeft saprotroof op vrij kale, eventueel met mossen en lage kruiden begroeide, vochtige (iets verrijkte?) zand- of leembodems, langs oevers van riviertjes, poelen enz.

## Kenmerken
Kenmerkend voor deze soort zijn:
- Apothecia: 3-8 mm in diameter, oranje rood tot rood
- Wimperharen: bruin, 800-1200 μm lang, 14-30 μm breed, 3-5 μm dikke wand, 1-7 septaat, gezwollen in het midden of een puntige top.
- Sporen: spoelvormig, 25-28 x 12-14 μm, Q = 1,8-2,2
- Sporenornamentatie: laat los na verhitten met katoenblauw
- Asci: cillindrisch, 220-270 x x 15,5–19,0 μm.

## Verspreiding
In Nederland komt de verdwaalde wimperzwam zeer zeldzaam voor.